# Lista episoadelor din Hannah Montana
Aceasta este o listă de episoade a serialului Hannah Montana, care a debutat în America pe Disney Channel în 24 martie 2006. Serialul este creat de Michael Poryes, Richard Corell și Barry O'Brien. Programul prezintă o adolescentă care trăiește o viață dublă ca o simplă elevă de școală pe nume Miley Stewart și o faimoasă cântăreață pop pe nume Hannah Montana.

## Sezoane
| Sezon | Episoade | Primul Episod   | Ultimul Episod | Observații |
| ----- | -------- | --------------- | -------------- | --- |
| 1     | 26       | 2008            | 2008           | |
| 2     | 30\29    | 2008            | 2008           | Episodul 30, numit "No Sugar, Sugar" nu a apărut în America pe motiv că ar ofensa persoanele cu diabet, dar a apărut în alte țări. Episodul a fost refăcut în sezonul 3 cu scenele care dădeau impresia de obsedare de zahăr scoase și redenumit "Uptight (Oliver's Alright)" deoarece a fost lansat abia în sezonul 3 s-au creat discontinuități, Lily nu e cu Oliver și Jackson nu e încă la facultate. Totuși, episodul a apărut în România și alte țări la finele anului 2008. |
| 3     | 30 / 30  | septembrie 2009 | 2010           | Ultimul episod va fi împărțit în două părți; Prima parte va fi difuzată la 7 martie 2010, iar a doua va apărea în premieră pe DVD-ul „Is Miley Saying Goodbye? Își ia Miley adio?”, la 9 martie 2010. |
| 4     | 14 (14)  | 2010            | 2011           | 11 episoade plus unul de final care va dura o oră. Primul episod va fi difuzat în iulie 2010; Episoadele vor fi difuzate foarte lent, pentru a nu se sfârși serialul înaintea expirării contractului lui Miley Cyrus cu Disney Channel. |

## Sezonul 1 (2006-2007)
Articol:Hannah Montana (Sezonul 1)
| #  | Titlul Episodului | Regizat de                                | Scris de                                             | Premieră S.U.A.    | Codul de Producție |
| -- | --- | ----------------------------------------- | ---------------------------------------------------- | ------------------ | ------------------ |
| 1  | "Lilly, vrei să știi un secret?" "Lilly, do you wanna know a secret?"                                                          | Michael Poryes Rich Correll Barry O'Brien | Lee Shallat Chemel                                   | 24 martie 2006     | 101                |
| 2  | "Miley și guma de mestecat" "Miley get your gum"                                                                               | Michael Poryes                            | David Kendall                                        | 31 martie 2006     | 103                |
| 3  | "Ea e o super spioană" "She's a supersneak"                                                                                    | Kim Friese                                | David Kendall                                        | 7 aprilie 2006     | 105                |
| 4  | "Nu pot să te fac să o iubești pe Hannah dacă nu vrei" "I Can't Make You Love Hannah if You Don't"                             | Roger S. Christansen                      | Kim Friese                                           | 14 aprilie 2006    | 108                |
| 5  | "Este petrecerea mea și o să mint dacă vreau" "It's My Party and I'll Lie if I Want To"                                        | Roger S. Christansen                      | Douglas Lieblein                                     | 21 aprilie 2006    | 102                |
| 6  | "Bunico nu fă diferențe între copiii tăi" "Grandma Don't Let Your Babies Grow Up to Be Favorites"                              | Roger S. Christiansen                     | Douglas Lieblein                                     | 27 aprilie 2006    | 109                |
| 7  | "Este o lume a manechinelor" "It's a Mannequin's World"                                                                        | Roger S. Christansen                      | Howard Meyers                                        | 12 mai 2006        | 110                |
| 8  | "Mascota Dragostei" "Mascot Love"                                                                                              | Roger S. Christansen                      | Sally Lapiduss                                       | 26 mai 2006        | 111                |
| 9  | "Ooo, Ooo, Femeie Însoțită de mâncărime" "Ooo, Ooo, Itchy Woman"                                                               | David Kendall                             | Gary Dontzig Steven Peterman                         | 10 iunie 2006      | 104                |
| 10 | "O spune, Poți ține minte cuvintele?" "O Say, Can You Remember the Words?"                                                     | Lee Shallat Chemel                        | Sally Lapiduss                                       | 30 iunie 2006      | 113                |
| 11 | "Oops! M-am amestecat din nou!" "Oops! I Meddled Again!"                                                                       | Chip Hurd                                 | Lisa Albert                                          | 15 iulie 2006      | 107                |
| 12 | "Pe Drum Iar?" "On The Road Again?" (Partea a treia a "That's So Suite Life of Hannah Montana")                                | Roger S. Christiansen                     | Steven James Meyer                                   | 28 iulie 2006      | 112                |
| 13 | "Ești așa încrezută, Probabil Crezi Că Acest Coș Este Despre Tine " "You're So Vain, You Probably Think This Zit is About You" | Chip Hurd                                 | Todd J. Greenwald                                    | 12 august 2006     | 106                |
| 14 | "Un Nou Copil În Școală" "New Kid In School"                                                                                   | Kenneth Shapiro                           | Todd J. Greenwald                                    | 18 august 2006     | 114                |
| 15 | "Mai Mult Decât Un Zombie pentru Mine" "More Than a Zombie to Me"                                                              | Roger S. Christiansen                     | Steven Peterman                                      | 8 septembrie 2006  | 116                |
| 16 | "Al Naibii de Bună,Doamnă Dolly " "Good Golly, Miss Dolly"                                                                     | Roger S. Christiansen                     | Sally Lapiduss                                       | 29 septembrie 2006 | 118                |
| 17 | "Diferența dintre două Hannah" "Torn Between Two Hannahs"                                                                      | Roger S. Christiansen                     | Todd J. Greenwald Valerie Ahern Christian McLaughlin | 14 octombrie 2006  | 126                |
| 18 | "Persoane care se folosesc de persoane" "People who use people"                                                                | Shannon Flynn                             | Michael Poryes                                       | 3 noiembrie 2006   | 119                |
| 19 | "Bani Pentru Nimic, Vinovăție Pe Gratis " "Money for Nothing, Guilt for Free"                                                  | Roger S. Christiansen                     | Heather Wordham                                      | 26 noiembrie 2006  | 119                |
| 20 | "Datorie să fie" "Debt It Be"                                                                                                  | Roger S. Christiansen                     | Heather Wordham Sally Lapiduss                       | 1 decembrie 2006   | 120                |
| 21 | Iubitul Meu Jackson și O Să Aibă Probleme" "My Boyfriend's Jackson and There's Gonna Be Trouble"                               | Roger S. Christiansen                     | Andrew Green Sally Lapiduss                          | 1 ianuarie 2007    | 124                |
| 22 | "Suntem o familie -- Acum Adu-mi Niște Apă" "We Are Family---Now Get Me Some Water!"                                           | Roger S. Christiansen                     | Jay J. Demopoulos Andrew Green                       | 7 ianuarie 2007    | 122                |
| 23 | "Bătăușul Școlii" "Schooly Bully"                                                                                              | Roger S. Christiansen                     | Douglas Lieblein Heather Wordham                     | 19 ianuarie 2007   | 125                |
| 24 | "Idolul, O Parte Din Mine " "The Idol Side of Me"                                                                              | Fred Savage                               | Douglas Lieblein                                     | 9 februarie 2007   | 117                |
| 25 | "Miroase Ca Un Adolescent Vândut" "Smells Like Teen Sellout"                                                                   | Sheldon Epps                              | Heather Wordham                                      | 2 martie 2007      | 123                |
| 26 | "Un Elan Rău Se Înalță" "Bad Moose Rising"                                                                                     | Roger S. Christiansen                     | Douglas Lieblein Steven James Meyer                  | 30 martie 2007     | 121                |

## Sezonul 2 (2007-2008)
Articol:Hannah Montana (Sezonul 2)
| #  | Titlul Episodului                                                                                           | Director              | Scriitor/i                                  | Premiera in S.U.A.  | Codul de Productie |
| -- | --- | --------------------- | ------------------------------------------- | ------------------- | ------------------ |
| 1  | "Eu și Rico În Curtea Școlii" "Me and Rico Down By the Schoolyard"                                          | Roger S. Christiansen | Heather Wordham                             | 23 aprilie 2007     | 203                |
| 2  | "Cătușele Ne Vor Ține Împreună" "Cuffs Will Keep Us Together"                                               | Roger S. Christiansen | Steven Peterman                             | 24 aprilie 2007     | 201                |
| 3  | "Ești așa de Capabil Cu Mine" "You Are So Sue-able to Me"                                                   | Roger S. Christiansen | Sally Lapiduss                              | 25 aprilie 2007     | 202                |
| 4  | "Dăte jos, învață-ță-ță" "Get Down, Study-udy-udy"                                                          | Roger S. Christiansen | Andrew Green                                | 26 aprilie 2007     | 204                |
| 5  | "Sunt Hannah, Ascultă-mi Croncănitul " "I Am Hannah, Hear Me Croak"                                         | Roger S. Christiansen | Michael Poryes                              | 27 aprilie 2007     | 206                |
| 6  | "Nu Trebuie Să Te Lupți Pentru Drepturile Tale La Petrecere " "You Gotta Not Fight for Your Right to Party" | Jody Margolin Hahn    | Steven James Meyer                          | 4 mai 2007          | 207                |
| 7  | "Prietenul Meu Cel Mai Bun, Iubit" "My Best Friend's Boyfriend"                                             | Roger S. Christiansen | Jay J. Demopoulos                           | 18 mai 2007         | 209                |
| 8  | "Ia această slujbă și iubește-o" "Take This Job and Love It"                                                | Roger S. Christiansen | Sally Lapiduss                              | 16 iunie 2007       | 210                |
| 9  | "Achy Jakey Heart, Partea 1" "Achy Jakey Heart, Part 1"                                                     | Richard Correll       | Douglas Lieblein                            | 14 iunie 2007       | 211                |
| 10 | "Achy Jakey Heart, Partea 2" "Achy Jakey Heart, Part 2"                                                     | Roger S. Christansen  | Andrew Green                                | 24 iunie 2007       | 212                |
| 11 | "Mergi Dormind În Partea Asta" "Sleepwalk This Way"                                                         | Roger S. Christansen  | Heather Wordham                             | 7 iulie 2007        | 213                |
| 12 | "Când Visezi Să Fii Un Star" "When You Wish You Were the Star"                                              | Roger S. Christansen  | Douglas Lieblein                            | 14 iulie 2007       | 205                |
| 13 | "Vreau Să Vrei...Să Mergi Cu Mine În Florida" "I Want You to Want Me... to Go to Florida"                   | Roger S. Christansen  | Michael Poryes                              | 14 iulie 2007       | 208                |
| 14 | "Toată Lumea A Trecut Printr-o Ceartă Între Cei Mai Buni Prieteni" "Everybody Was Best-Friend Fighting"     | Jody Margolin Hahn    | Sally Lapiduss                              | 29 iulie 2007       | 215                |
| 15 | "Cântecul Sună Rău" "Song Sung Bad"                                                                         | Roger S. Christiansen | Ingrid Escajeda                             | 4 august 2007       | 214                |
| 16 | "Eu Și Domnul Jonas Și Domnul Jonas Și Domnul Jonas" "Me and Mr. Jonas and Mr. Jonas and Mr. Jonas"         | Mark Cendrowski       | Douglas Lieblein                            | 17 august 2007      | 217                |
| 17 | "Nu Te Opri Până Nu Iei Telefonul " "Don't Stop 'Til You Get the Phone"                                     | Richard Correll       | Michael Poryes                              | 21 Septembtrie 2007 | 222                |
| 18 | "Pentru Asta Sunt Prietenii?" "That's What Friends Are For?"                                                | Mark Cendrowski       | Douglas Lieblein                            | 19 octombrie 2007   | 224                |
| 19 | "Mama Lui Lilly Trebuie Să Meargă Înainte" "Lilly's Mom Has Got it Goin' On"                                | Jody Margolin Hahn    | Norm Gunzenhauser                           | 10 noiembrie 2007   | 216                |
| 20 | "Nu O Să Te Sufăr Niciodată " "I Will Always Loathe You"                                                    | Roger S. Christiansen | Michael Poryes                              | 7 decembrie 2007    | 218                |
| 21 | "Pa Pa Minge" "Bye Bye Ball"                                                                                | Sean Lambert          | Heather Wordham                             | 13 ianuarie 2008    | 220                |
| 22 | "(Ne Pare Așa Rău) Unchiule Earl" "(We're So Sorry) Uncle Earl"                                             | Richard Correll       | Robin J. Stein                              | 21 martie 2008      | 226                |
| 23 | "Felul În Care Aproape Nu Am Fost" "The Way We Almost Weren't"                                              | Richard Correll       | Andrew Green                                | 4 mai 2008          | 219                |
| 24 | "Nu Ai Zis Că E Ziua Ta" "You Didn't Say it Was Your Birthday"                                              | Richard Correll       | Heather Wordham                             | 6 iulie 2008        | 225                |
| 25 | "Hannah Pe Străzile Cu Diamante" "Hannah In The Streets With Diamonds"                                      | Roger S. Christiansen | Jay J. Demopoulos Steven James Meyer        | 20 iulie 2008       | 228                |
| 26 | "Încă O Alte Parte A Mea" "Yet Another Side of Me"                                                          | Shannon Flynn         | Andrew Green Sally Lapiduss Heather Wordham | 3 august 2008       | 229                |
| 27 | "Testul Iubirii Mele" "The Test of My Love"                                                                 | Richard Correll       | Jay J. Demopoulos                           | 31 august 2008      | 221                |
| 28 | "Joannie B. Goode" "Joannie B. Goode"                                                                       | Rondell Sheridan      | Andrew Green                                | 14 septembrie 2008  | 227                |
| 29 | "Suntem Toți În Această Întâlnire Împreună" "We're All on This Date Together"                               | Roger S. Christiansen | Steven Peterman                             | 12 octombrie 2008   | 230                |
| —  | "Fără Zahăr, Dragă" "No Sugar, Sugar"                                                                       | Art Manke             | Sally Lapiduss                              | TVR 2008            | 223                |

## Sezonul 3 (2008-2010)
Articol principal - Hannah Montana (Sezonul 3)
| #  | Titlul Episodului                                                                       | Regizat de            | Scris de                               | Premieră în S.U.A. | Cod de prod. | Premieră în România |
| -- | --------------------------------------------------------------------------------------- | --------------------- | -------------------------------------- | ------------------ | ------------ | ------------------- |
| 1  | "El Nu Este Frumos, Este Fratele Meu " "He Ain't a Hottie, He's My Brother"             | Rich Correll          | Steven James Meyer                     | 2 noiembrie 2008   | 302          | 19 septembrie 2009  |
| 2  | "Pe Locuri, Fi Gata, Nu Conduce" "Ready, Set, Don't Drive"                              | Rich Correll          | Jay J. Demopoulos                      | 9 noiembrie 2008   | 301          | 26 septembrie 2009  |
| 3  | "Nu Merge Să Îmi Stric Dantura" "Don't Go Breaking My Tooth"                            | Rich Correll          | Michael Poryes                         | 16 noiembrie 2008  | 303          | 3 octombrie 2009    |
| 4  | "Niciodată Nu Îmi Dai Banii Mei" "You Never Give Me My Money"                           | Roger S. Christiansen | Andrew Green                           | 23 noiembrie 2008  | 305          | 10 octombrie 2009   |
| 5  | "Omoară-mă Delicat Cu Înălțimea Lui" "Killing Me Softly With His Height"                | Rich Correll          | Steven Peterman                        | 14 decembrie 2008  | 306          | 17 octombrie 2009   |
| 6  | "Te-aș minți, Lilly?" "Would I Lie To You Lilly"?                                       | Shelley Jensen        | Michael Poryes                         | 11 ianuarie 2009   | 308          | 24 octombrie 2009   |
| 7  | "Trebuie să scapi de slujba asta" "You Gotta Lose That Job"                             | Steve Zuckerman       | Heather Wordham                        | 16 februarie 2009  | 307          | 5 decembrie 2009    |
| 8  | "Bun Venit la Balamuc" "Welcome to the Bungle"                                          | Shelley Jensen        | Steven Peterman                        | 1 martie 2009      | 309          | 19 decembrie 2009   |
| 9  | "Tata Are Un Prieten Nou" "Papa's Got a Brand New Friend"                               | Shelley Jensen        | Maria Brown-Gallenberg                 | 8 martie 2009      | 310          | 2 ianuarie 2010     |
| 10 | "Trișează!" "Cheat It"                                                                  | Shannon Flynn         | Jay J. Demopoulos Steven James Meyer   | 15 martie 2009     | 311          | 6 martie 2010       |
| 11 | "Cioc cioc ciocănind pe capul lui Jackson" "Knock Knock Knockin' on Jackson's Head"     | Rich Correll          | Andrew Green                           | 22 martie 2009     | 312          | 13 martie 2010      |
| 12 | "Îi Dai Mâncării Un Nume Rău" "You Give Lunch a Bad Name"                               | Rich Correll          | Heather Wordham                        | 29 martie 2009     | 314          | 7 noiembrie 2009    |
| 13 | "Ce Nu Îmi Place La Tine" "What I Don't Like About You"                                 | Rich Correll          | Douglas Lieblein                       | 19 aprilie 2009    | 315          | 21 noiembrie 2009   |
| 14 | "Bal-Mama Mia" "Promma Mia"                                                             | Rich Correl           | Heather Wordham                        | 3 mai 2009         | 320          | 20 martie 2010      |
| 15 | "O dată de două de trei ori fricoasă" "Once, Twice, Three Times Afraidy"                | Shannon Flynn         | Jay J. Demopoulos Steven James Meyer   | 17 mai 2009        | 317          | 27 martie 2010      |
| 16 | "Jake... încă o bucățică din inima mea" "Jake... Another Little Piece of My Heart"      | Roger S. Christiansen | Douglas Lieblein                       | 7 iunie 2009       | 304          | 10 aprilie 2010     |
| 17 | "Miley a rănit sentimentele Starului Radio" "Miley Hurt the Feelings of the Radio Star" | Rich Correll          | Maria Brown-Gallenberg                 | 14 iunie 2009      | 313          | 17 aprilie 2010     |
| 18 | "El ar putea fi alesul" "He Could Be the One"                                           | Rich Correll          | Maria Brown-Gallenberg Heather Wordham | 5 iulie 2009       | 326/327      | 3 aprilie 2010      |
| 19 | "Fată super(stițioasă) (Partea a treia din "Magicienii pe punte cu Hannah Montana")     | Rich Correll          | Michael Poryes Steven Peterman         | 17 iulie 2009      | 316          | 10 octombrie 2010   |
| 20 | "Sincer, te iubesc (Nu, nu pe tine)" "I Honestly Love You (No, Not You)"                | Shannon Flynn         | Andrew Green                           | 26 iulie 2009      | 318          | 1 mai 2010          |
| 21 | "Iartă, măcar puțin" "For (Give) a Little Bit"                                          | Rich Correll          | Maria Brown-Gallenberg                 | 9 august 2009      | 319          | 5 iunie 2010        |
| 22 | "Mașina nouă" "B-B-B-Bad to the Chrome"                                                 | Shannon Flynn         | Jay J. Demopoulos Steven James Meyer   | 23 august 2009     | 322          | 6 iunie 2010        |
| 23 | "Furios (Oliver este bine) "Uptight (Oliver's Alright)"                                 | Art Manke             | Sally Lapiduss                         | 20 septembrie 2009 | 223          | 20 iunie 2010       |
| 24 | "Judecă-mă cu grijă" "Judge Me Tender"                                                  | Bob Koherr            | Andrew Green                           | 18 octombrie 2009  | 323          | 26 iunie 2010       |
| 25 | "Nu pot veni cu tine acasă, fată "Can't Get Home to You Girl"                           | Bob Koherr            | Tom Seeley                             | 2 noiembrie 2009   | 324          | 4 iulie 2010        |
| 26 | "Nu veni departe" "Come Fail Away"                                                      | Rich Correll          | Douglas Lieblein                       | 6 decembrie 2009   | 325          | 12 iulie 2010       |
| 27 | "Trebuie să o scot din casa mea" "Got to Get Her Out of My House"                       | Rich Correll          | Douglas Lieblein                       | 10 ianuarie 2010   | 321          | 13 iunie 2010       |
| 28 | "Roata care se învârte lângă patul meu" "The Wheel Near My Bed (Keeps on Turnin')"      | Bob Koherr            | Jay J. Demopoulos Steven James Meyer   | 21 februarie 2010  | 328          | 17 iulie 2010       |
| 29 | "Miley spune pa? Partea 1" "Miley Says Goodbye? Part 1"                                 | Rich Correll          | Michael Poryes Steven Peterman         | 7 martie 2010      | 329          | 24 iulie 2010       |
| 30 | "Miley spune pa? Partea 2" "Miley Says Goodbye? Part 2"                                 | Rich Correll          | Michael Poryes Steven Peterman         | 14 martie 2010     | 330          | 24 iulie 2010       |

## Sezonul 4 (2010-2011)
Articol principal - Hannah Montana Forever (Sezonul 4)
| #  | Titlul Episodului                                                            | Regizat de                                        | Scris de                              | Premieră în S.U.A. | Cod de prod. | Premieră în România |
| -- | ---------------------------------------------------------------------------- | ------------------------------------------------- | ------------------------------------- | ------------------ | ------------ | ------------------- |
| 1  | "Casă, Dulce Casă " "Sweet Home, Sweet"                                      | Bob Koherr                                        | Steven James Meyer                    | 11 iulie 2010      | 401          | 18 septembrie 2010  |
| 2  | "Hannah Montana la Director " "Hannah Montana to the Principal's Office"     | Bob Koherr                                        | Jay J. Demopoulos                     | 18 iulie 2010      | 402          | 18 septembrie 2010  |
| 3  | "Țipătul din California" "California Screamin"                               | Adam Weissman                                     | Andrew Green                          | 25 septembrie 2010 | 403          | 25 septembrie 2010  |
| 4  | "Nu Spune Secretul Meu" "De-Do-Do-Do, Da-Don't-Don't, Don't, Tell My Secret" | Adam Weissman                                     | Andrew Green                          | 25 septembrie 2010 | 404          | 2 octombrie 2010    |
| 5  | "Sfârșitul Lui Jake" "It's the End of the Jake as We Know It"                | Shannon Flynn                                     | Maria Brown-Gallenberg                | 2 octombrie 2010   | 405          | 9 octombrie 2010    |
| 6  | "A Fost Aici De-a Lungul" "Been Here All Along"                              | Adam Weissman                                     | Heather Wordham                       | 9 octombrie 2010   | 406          | 23 octombrie 2010   |
| 7  | "Asta-i Iubire,Să Mergem" "Love That Let's Go"                               | Adam Weissman                                     | Heather Wordham                       | 16 octombrie 2010  | 407          | 30 octombrie 2010   |
| 8  | "Hannah, Acesta eu îl iau" "Hannah's Gonna Get This"                         | Bob Koherr                                        | Steven James Meyer & Donna Jatho      | 23 octombrie 2010  | 408          | 6 noiembrie 2010    |
| 9  | "Nu Mă uita Niciodată" "I'll Always Remember You"                            | Bob Koherr(Partea I) Shannon Flynn (Partea aII-a) | Andrew Green & Maria Brown-Gallenberg | 7 noiembrie 2010   | 409-410      | 13 noiembrie 2010   |
| 10 | "Mă Vezi Cu adevărat?" "Can You See the Real Me?"                            | John D'Incecco                                    | Douglas Lieblein                      | 18 decembrie 2010  | 411          | 5 decembrie 2010    |
| 11 | "I-ați Adio" "Kiss It All Goodbye"                                           | Shannon Flynn                                     | Edward C. Evans                       | 19 decembrie 2010  | 412          | 26 februarie 2011   |
| 12 | "Sunt Bunica, Cer Dreptate" "I Am Mamaw, Hear Me Roar!"                      | Bob Koherr                                        | Heather Wordham                       | 9 ianuarie 2011    | 413          | 26 martie 2011      |
| 13 | "Peste Tot În Lume" "Wherever I Go"                                          | Bob Koherr                                        | Michael Poryes & Steven Peterman      | 16 ianuarie 2011   | 414-415      | 23 aprilie 2011     |